# Chi Cá gộc
Chi Cá gộc, tên khoa học Polydactylus, là một chi cá trong họ Polynemidae, thường xuất hiện ở Ấn Độ Dương, Đại Tây Dương và cả Thái Bình Dương.

## Các loài
- Polydactylus approximans, (Lay & Bennett, 1839).
- Polydactylus bifurcus, Motomura, Kimura & Iwatsuki, 2001.
- Polydactylus longipes, Motomura, Okamoto & Iwatsuki, 2001.
- Polydactylus luparensis Lim, Motomura & Gambang, 2010
- Polydactylus macrochir, (Günther, 1867).
- Polydactylus macrophthalmus, (Bleeker, 1858).
- Polydactylus malagasyensis, Motomura & Iwatsuki, 2001.
- Polydactylus microstomus, (Bleeker, 1851).
- Polydactylus mullani (Hora, 1926).
- Polydactylus multiradiatus, (Günther, 1860).
- Polydactylus nigripinnis, Munro, 1964.
- Polydactylus octonemus, (Girard, 1858).
- Polydactylus oligodon, (Günther, 1860).
- Polydactylus opercularis, Seale & Bean, 1907.
- Polydactylus persicus, Motomura & Iwatsuki, 2001.
- Polydactylus plebeius, (Broussonet, 1782): Cá nhụ năm râu.
- Polydactylus guardifilis, (Cuvier, 1829).
- Polydactylus siamensis Motomura, Iwatsuki & Yoshino, 2001.
- Polydactylus sexfilis, (Valenciennes, 1831)
- Polydactylus sextarius, (Bloch & Schneider, 1801): Cá chích chòe, cá nhụ chấm, cá nhụ sáu râu[3]
- Polydactylus virginicus (Linnaeus, 1758).